# Ensemblier (technicien)
Le décorateur ensemblier, plus communément appelé ensemblier (ou ensemblière), est, au théâtre et sur un tournage, chargé du choix et de l'agencement des ensembles décoratifs d’intérieur : mobilier, tissus, papiers peints, mais aussi des objets les plus divers tels que le papier et le stylo posés sur le bureau, le vide-poche dans l'entrée, jusqu'au cendrier avec le mégot. Il ne construit pas un décor, il l'harmonise[non neutre].
Sur un tournage, chargé de réunir et d'organiser les meubles et les accessoires nécessaires au décor, il assiste le chef décorateur et est aidé dans sa tâche par l'accessoiriste. En France, son statut relève, comme pour la plupart des métiers du cinéma, des techniciens intermittents du spectacle.